# Долина Єленя-Гура

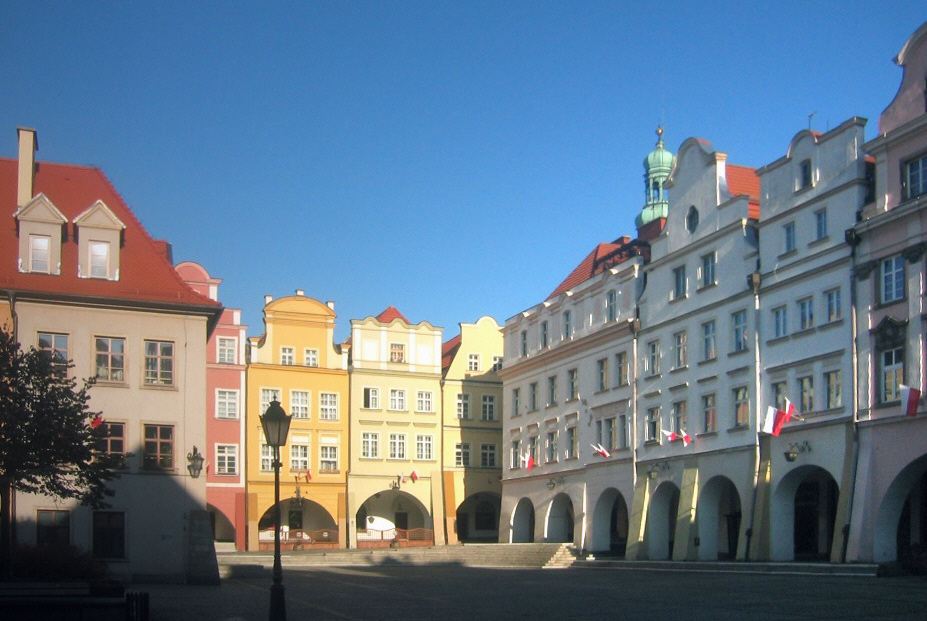
Ринок Єленя-Гура, центр долини Єленя-Гура

Долина Єленя-Гура (пол. Kotlina Jeleniogórska, «Долина гірських оленів») у Польщі — це велика долина на північному узбережжі Сілезії Західних Судетів, яка розташована на висоті 250—400 метрів над рівнем моря і займає площу 273 км 2. У 19 столітті чудовий краєвид приваблював пруську високу знать, яка будувала чудові палаци, садиби. Величезна кількість величних будинків перетворила долину на один з найважливіших садових ландшафтів у Середній Європі. Палаци та ландшафтні парки в долині Єленя-Гура представляють один із офіційних національних історичних пам'ятників Польщі.

## Географія

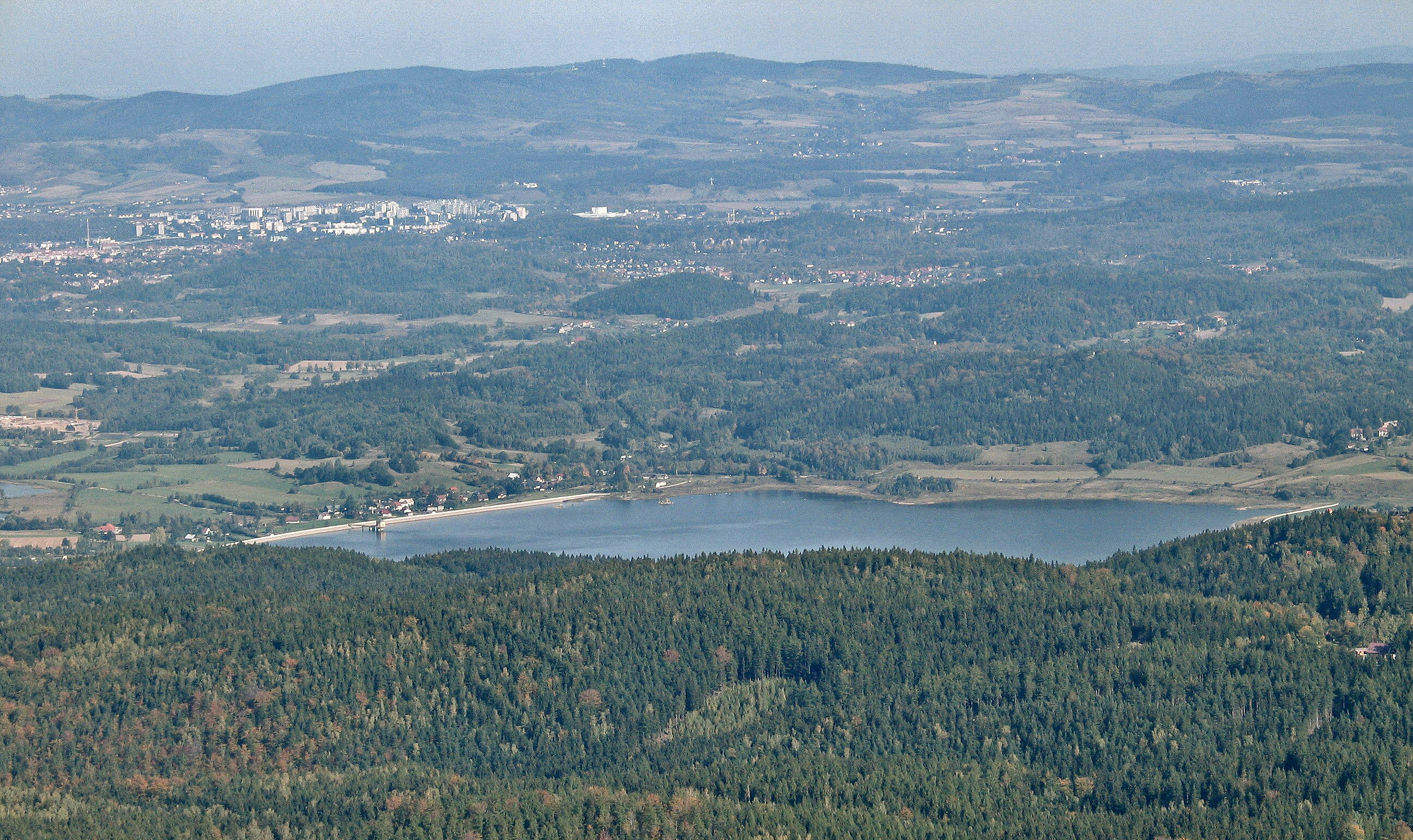
Долина Єленя-Гура — вид з гір Карконоше на гори Качавські.

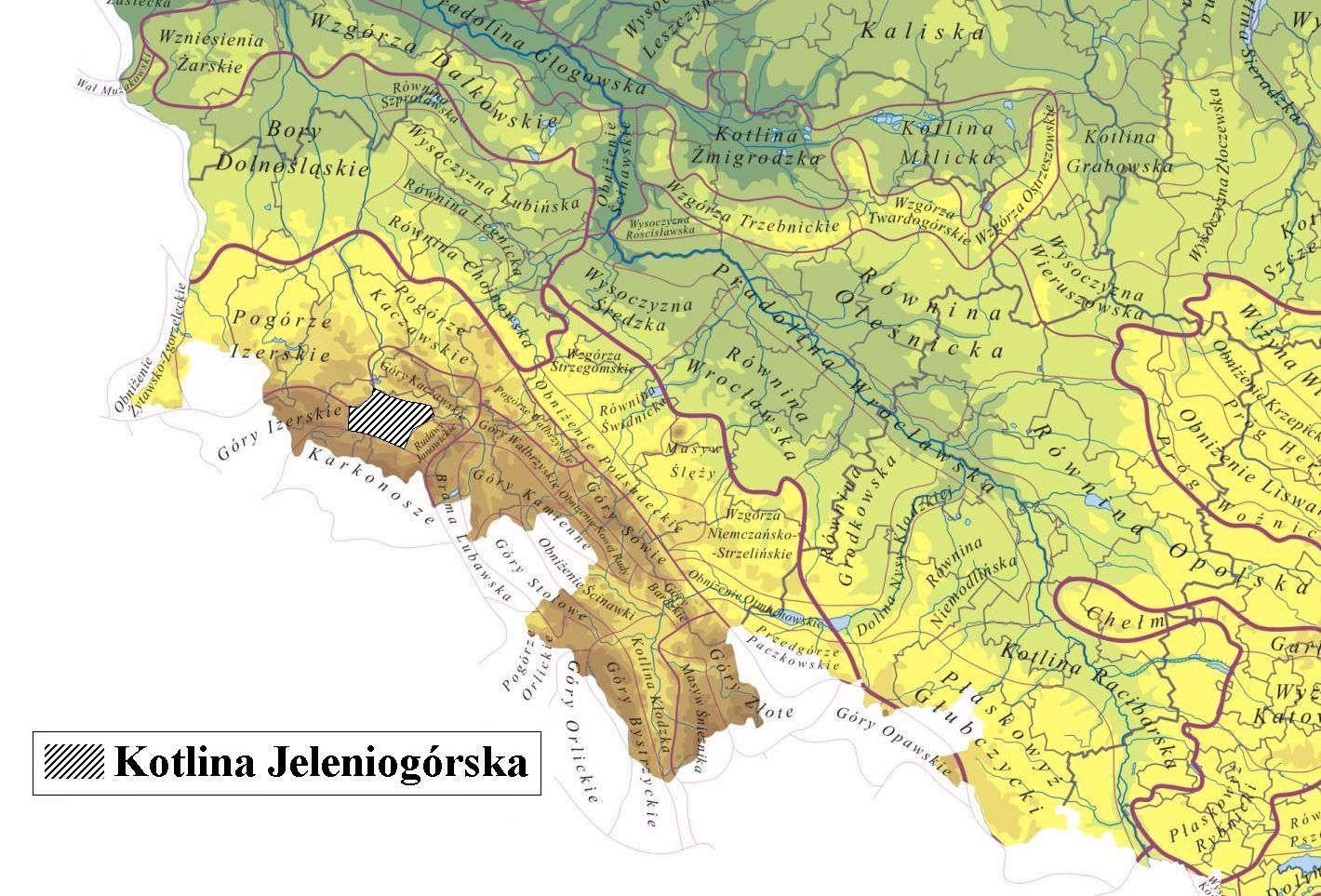
Долина Єленя-Гура в межах фізико-географічного поділу Польщі

Долина Єленія Гура оточена частинами гір Судетів. Він лежить біля підніжжя Карконоше, який також є його південною межею. На сході вона межує з Рудавими Яновичками, на заході з горами Йізера, а на півночі з горами Качавські. Річка Бобр протікає по долині вздовж північної сторони, її притоки Ломніца та Кам'єна протікають з південного сходу та південного заходу вздовж східної та західної сторони долини і відкриваються поблизу від Єленії Гури в Бобр. Назва долини походить від Єленії Гури, яка також є найважливішим містом Сілезького Карконоше.
Долина насичена хребтами, які розділені меншими басейнами. Поблизу Karpniki є східний гребінь, а потім Obniżenie Mysłakowickie басейну поблизу Mysłakowice на захід, Wzgórza Łomnickie хребта на південний — схід від Цепліце Сілезького-Здруй (спа району Зелена Гура), ширококутним басейну Obniżenie Sobieszowa поблизу Sobieszów, Wysoczyzna Rybnicy хребет на північний захід від П'єховіце та басейну Старей Каменіці біля Старої Каменіці .

## Історія

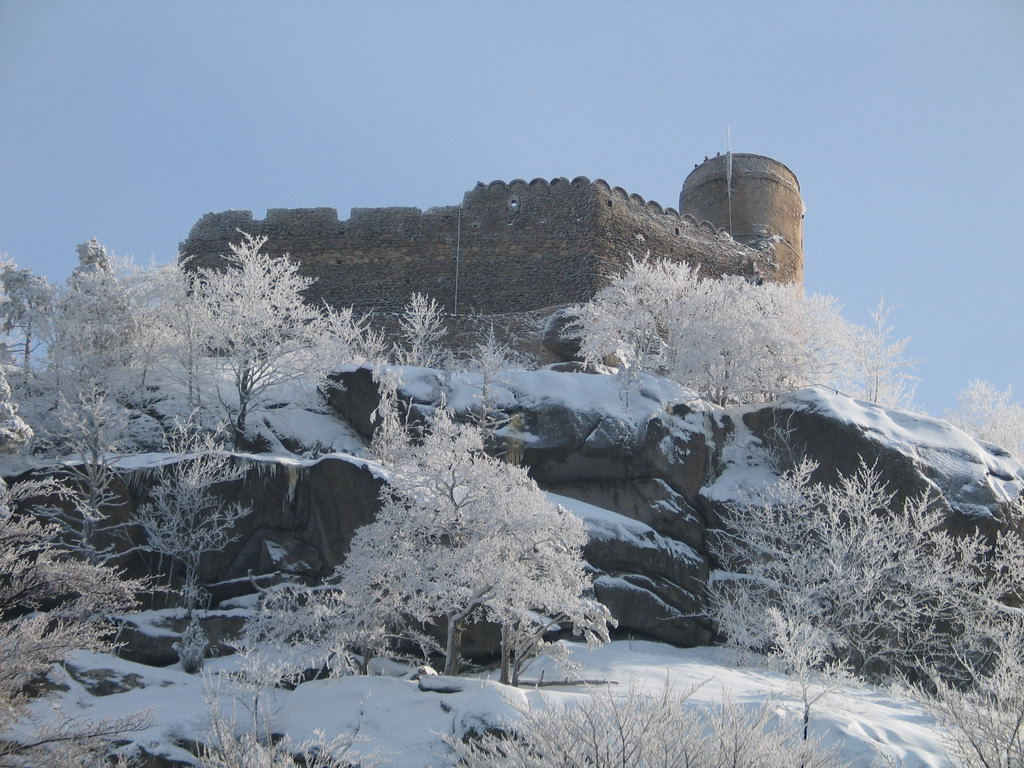
Кінаст (пол. Chojnik), побудований бл. 1292, сімейне крісло Шаффгоча після 1360

Вже в 12 столітті Польське королівство побудувало кілька опорних пунктів проти Богемії біля долини Єленя-Гора, таких як Новий Гродець або Свіни. Після того, як Болеслав I ініціював Ostsiedlung у Сілезії, долина була очищена від лісів німецькими колоністами, починаючи з кінця 13 століття, і було створено кілька сіл та міст, серед них Гіршберг (Єленія Гура). У той час сім'я Шаффотч вперше з'явилася в регіоні, а пізніше володіла великими частинами долини, а також Гігантських гір до їх вигнання в 1945 році. У середині XV століття Матіас Корвін, який правив Сілезією, зруйнував майже всі сілезькі замки. У епоху Відродження та бароко багато садиб було розширено, іноді до чудових палаців.

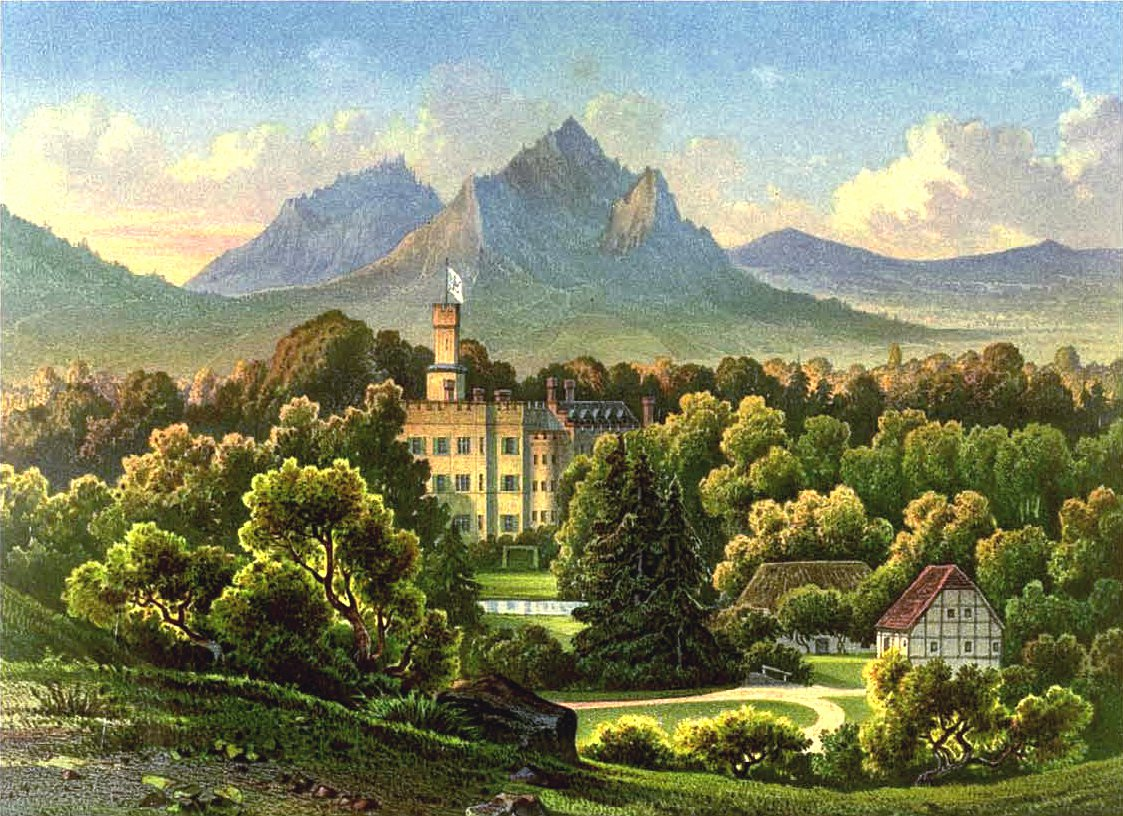
Замок Фішбах (пол. Karpniki), літня резиденція пруського принца Вільгельма

Наприкінці 18 століття художники та мандрівники відкрили долину. Спочатку Бад-Вармбрунн (Цепліце-Шлеські Здруй, нині район Єленя-Гура) з гарячими джерелами став популярним лазневим та туристичним центром. У 1822 році Вільгельм, брат пруського короля Фрідріха Вільгельма III, був першим принцом династії Гогенцолерна, який оселився в долині Гіршберг, у замку Фішбах (сьогодні Карпники). У 1831 році сам король придбав маєток Ердманнсдорф, який він навчився цінувати, відвідуючи свого брата у Фішбаху та попереднього власника Ердманнсдорфа, фельдмаршала Августа фон Ґнайзенау. Долина стала князівською криївкою, і в 1839 році король придбав неподалік замок Шильдау (сьогодні Воянув) для своєї дочки принцеси Луїзи. Фредерік Вільгельм IV збільшив Ердманнсдорфський палац.
Наприкінці XIX століття долина Гіршберг стала одним із найулюбленіших туристичних напрямків у Німеччині. Туризм на автомобілі став популярним після того, як нові вулиці, як були побудовані в першій половині 20 — го століття. Багато нових готелів було побудовано в Гіршберзі, Палаци та парки стали туристичною визначною пам'яткою, і багато колекцій мистецтв відкрито для публіки.

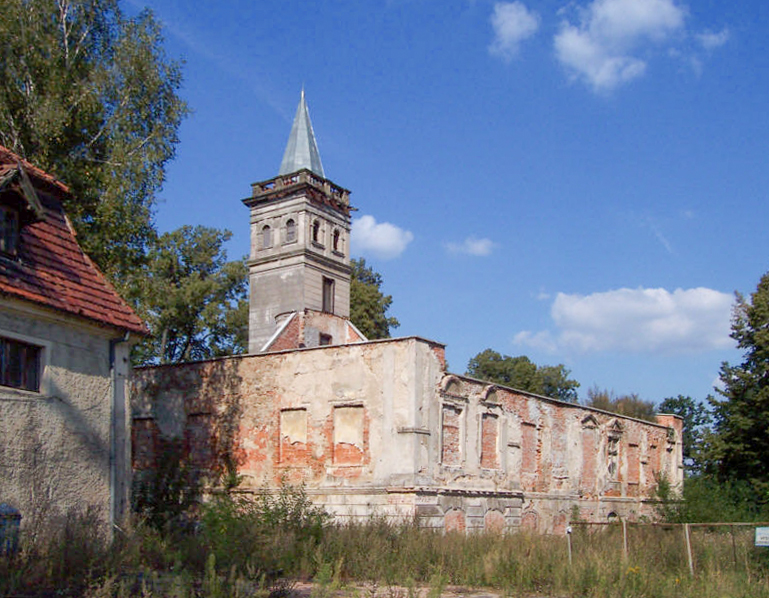
Палац Барчинеків (нім. Berthelsdorf), занедбаний та руйнівний з 1971 року

Наприкінці Другої світової війни Сілезія була завойована Радянським Союзом, і долина стала частиною Польщі. Нові власники рідко підтримували культурну спадщину. Важливі церкви та замки, свідчення ранньої польської культури до німецької колонізації у 13-14 століттях, були збережені, палаци та садиби. Парки, відмінна мережа пішохідних доріжок та колишні точки зору надихаються, тоді як більшість художніх колекцій були або знищені, або розпущен по всій Польщі.
Після краху комунізму в Польщі розпочалося перевідкриття культурного ландшафту, що все більше приймається і цінується нащадками польських поселенців. Сьогодні багато приватних та урядових ініціатив, а також німецькі організації, що вигнали членів сім'ї колишніх власників, працюють разом, щоб оживити туристичну інфраструктуру та культурну спадщину, а науковці працюють над прийняттям долини як об'єкта всесвітньої спадщини .

## Парки

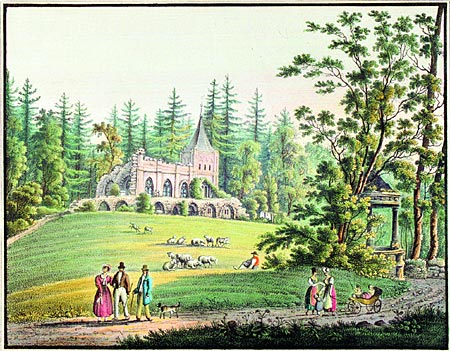
Парк у Бухвальді 19 століття, штучна руїна абатства, занепад після 1945 року

Сучасники описували долину Гіршберг 19 століття як «великий англійський сад». Вже в кінці 18 століття Гіршбергс, директор містобудування, Шенау, створив кілька садів на прилеглих пагорбах міста.
Упродовж XIX століття садівництво дедалі більше впливало на романтичні ідеї та нову історичну свідомість. Замість різних сцен та архітектурних стилів стали популярні скорочені проекти, що складаються лише з простих мальовничих елементів: дерева, гаї, струмки, луки та пагорби. Розгалужена мережа шляхів та довгі оглядові шахти були центральним елементом цих парків. Яскравим прикладом був парк Фішбах.
Ландшафтна архітектура в долині Гіршберг завершилася в 1840-х роках роботою Петра Йозефа Ленне. Створено нові парки в Ердманнсдорфі, Шильдау та Ломніці. Ці парки слідували так званому районованому ландшафтному саду. Пишно прикрашені сади навколо будинку, які були розділені на невеликі секції, за ними слідували майданчики для задоволення як перехідна зона та ландшафтний сад, який зникав у безпосередній близькості. Навколишня місцевість була озеленена Ленне з алеями, доріжками, оглядовими пунктами та місцями для відпочинку.
Велика кількість парків різних епох, художнє посилання парків на красиві околиці та мальовничий фон Гігантських гір створили унікальний пейзаж, який розглядався як Сілезький Елізіум. Протягом кількох років польська природоохоронна організація намагається зберегти та відтворити культурний ландшафт.

## Пам'ятки
Долина Єленя-Гура — це природне передгір'я гір Карноноше. З багатьох місць у долині відкривається неперевершений вид на гори. Відмінною особливістю долини є велика кількість заміських місць і замків, наприклад Мислаковіце, Staniszow і тепер Зелена Гура або Цепліце Сілезького-Здруй з парком і спа. Хойнік, руїна замку у передгір'ї гір Карконоше (Гігант), виходить на всю долину Єленя-Гура. Озерний район на півдні Wzgórza Ломніцького біля підніжжя гір, створений у 1980-х і 1990-х роках, представляє ще одну відмітну особливість. Він складається з ряду дамб, серед яких найбільшою є Збіорник Сосновка із дамбою довжиною 1,5 кілометра, висотою 20 метрів та площею 170 гектарів.

## Важливі замки, палаци та садиби
Повний список наведений у списку замків та палаців у долині Єленя-Гура

### Вояновський палац
Палац Воянов був одним із трьох колишніх королівських пруських дач у долині. Вперше згадується в 1281 році. З 1299 року вона належала родині фон Цедліц. Між 1603 і 1607 роками Ніколаус Фрайерр фон Цедліц і Німмерсатт звів нову будівлю, яка була зруйнована під час Тридцятилітньої війни і відновлена в 1667 році Крістофоном фон Цедліцом. Між 1832 і 1833 роками інтер'єр палацу змінив будівельник, близький до Карла Фрідріха Шінкеля . У 1839 році Фредерік Вільям III з Пруссії придбав будівлю в подарунок для своєї дочки Луїзи. У наступні роки парк був нещодавно спроектований Пітером Йозефом Ленне. Після Другої світової війни палац було розграбовано, а меблі вивезено. Нові власники Польщі використовували його як адміністративну будівлю та будинок відпочинку. Згодом він був покинутий і впав у розорення. У 1995 році польсько-італійська компанія відновила будівлю та околиці, де зараз розміщений розкішний готель, спа-центр та бізнес-центр.

### Палац Мислоковіце

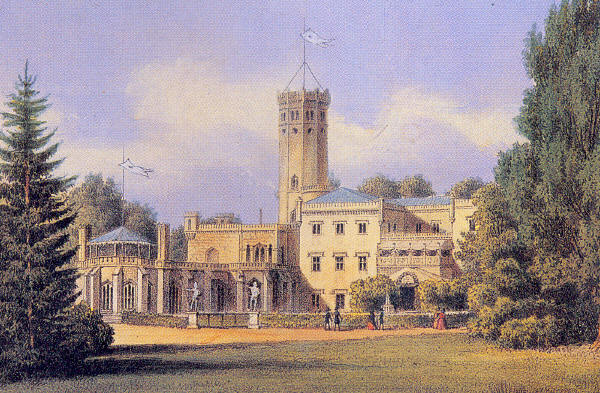
Палац Мислаковиць у XIX столітті

Палац Мислоковіце (нім. Schloss Erdmannsdorf) — літня резиденція пруського короля. Вперше згадується у 1305 році. До 16 століття ним володіли сім'ї Цедліц, Штанге та Рейбніц. Максиміліан Леопольд фон Рейбніц розширив її до барокового палацу. Пізніше палац належав родині фон Ріхтгофен та Августу Найдгардту фон Ґнайзенау. Ґнайзенау розширив його в неокласичному стилі. Після його смерті Фредерік Вільгельм III з Пруссії викупив палац і призначив Шінкеля та Ленне переробити палац і парк, який став одним з найкрасивіших ландшафтних садів у Сілезії. У 1837 р. Фрідріх Вільгельм III залишив значні частини свого маєтку релігійним біженцям з Тиролю, які побудували мальовничі будинки в альпійському стилі. До 1909 року величний дім продовжував залишатися літньою резиденцією пруських королів та німецьких імператорів, згодом він був проданий за 1,7 мільйона марок.

### Палац Карпників

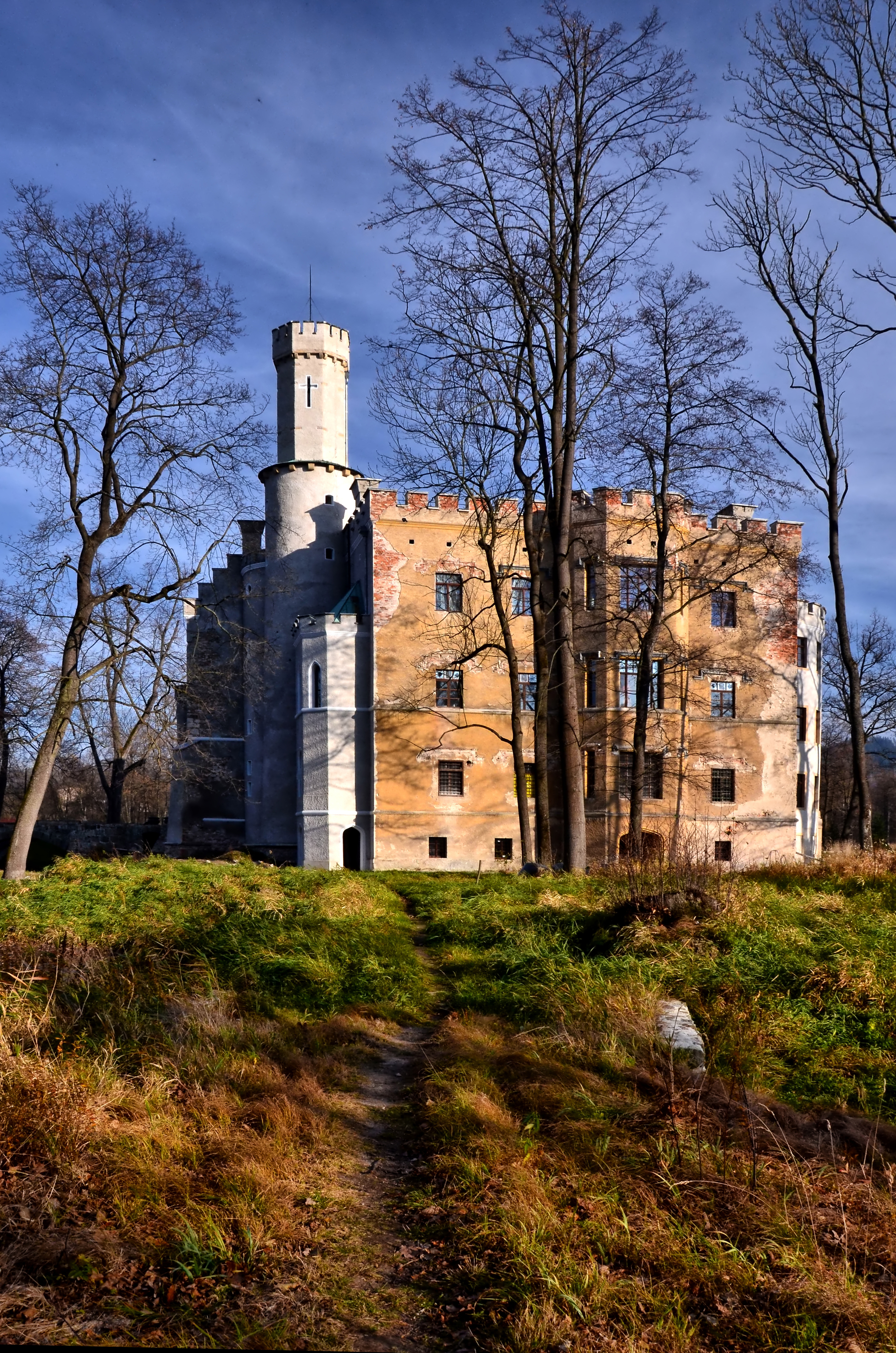
Сьогодні палац Карпників

Палац Карпників (нім. Schloss Fischbach) — літній палац прусського принца Вільгельма, є одним із найвідоміших палаців у долині. Вперше згадується в 1364 р. як замок із ровами, який був розширений у 15 столітті. Спочатку належав сім'ям Предель і Райхенбах, його купив Ганс І. Шофф в 1476 році, який розширив замок двоповерховим особняком. Після пожежі 1593 року будівлю знову розширили двома новими крилами у стилі ренесансу. У 1822 році принц Вільгельм придбав Фішбах, який став першим літнім палацом династії Гогенцолерн в долині.
Після війни російські та польські солдати грабували Карпники, які увійшли до складу Польщі. У наступні роки палац використовували як школу та психіатричну лікарню. З часом він занепав, і його довелося евакуювати. У наступні роки його кілька разів занепадали, а також навмисно знищували.
Великий садибний парк був створений після 1822 року за вказівкою принцеси Маріанни. Договір стосувався сім'ї власників. На лавці з мармуру були виставлені медальйони принца, принцеси та її дітей, в неоготичному пам'ятнику пам'яті брата принцеси Маріанни, а в Вальдемарштурмі зберігалася колекція зброї принца Вальдемара. Також були встановлені котеджі, теплиця, хрест на вершині Крістіана Даніеля Рауха та багато інших будівель та споруд.

### Палац Буковець
Палац Буковець (нім. Buchwald) — палац графині фон Реден, тепер академія, з парком і Бельведером

### Палац Цепліце-Шленські-Здруй
Палац Цепліце-Шленські-Здруй (нім. Bad Warmbrunn) — палац графа Шаффотча